# Arxidiòcesi de Buenos Aires

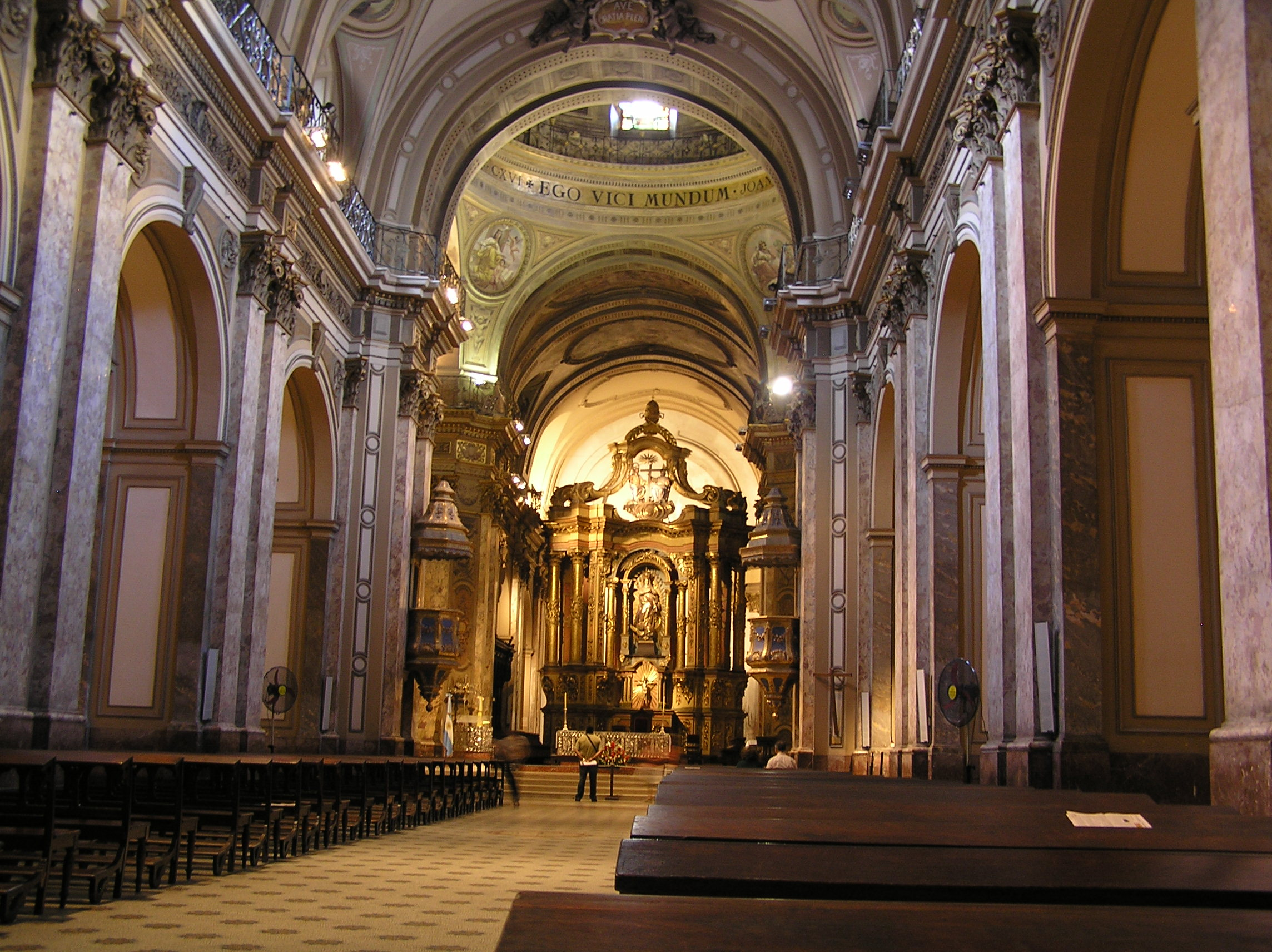
Interior de la catedral Metropolitana de Buenos Aires

L'Arxidiòcesi Catòlica Romana de Buenos Aires (Archidioecesis Bonaerensis) és un territori eclesiàstic o diòcesi de l'Església Catòlica Apostòlica Romana amb base a la Ciutat Autònoma de Buenos Aires, capital de l'Argentina. La seva església matriu és la Catedral Metropolitana de Buenos Aires.
El territori arxidiocesà de 203 km² comprèn la Ciutat de Buenos Aires i l'illa Martín García, amb una població de 2.729.610 (2005), dels quals al voltant de 2,5 milions serien catòlics, amb 182 rectors. Està dividit en quatre Vicaries zonals: Flores, Devoto, Belgrano i Centro, i subdividides en 20 deganats.
La diòcesi va erigir-se el 6 d'abril del 1620, com un despreniment de la Diòcesi del Paraguai, i va ser elevada a Arxidiòcesi el 5 de març del 1886. A través dels anys ha estat perdent extenses parts del seu territori per les noves Diòcesis de Montevideo i Paraná.
El 13 de març del 2013, l'arquebisbe de Buenos Aires, el cardenal Jorge Mario Bergoglio, fou escollit com a Pontífex de l'Església Catòlica, adoptant el nom de Francesc.

## Territori
L'arxidiòcesi comprèn l'illa Martín García i la ciutat de Buenos Aires, on es troba la catedral de la Santíssima Trinitat.
El territori s'estén sobre 203 km² i està dividit en 186 parròquies, agrupades en 20 arxiprestats i 4 zones pastorals

### Província eclesiàstica
La província eclesiàstica de Buenos Aires, instituïda el 1865, comprèn 12 diòcesis sufragànies, de les quals dues són de ritu oriental:
- bisbat d'Avellaneda-Lanús
- bisbat de Gregorio de Laferrère
- bisbat de Lomas de Zamora
- bisbat de Merlo-Moreno
- bisbat de Morón
- bisbat de Quilmes
- bisbat de San Isidro
- bisbat de San Justo
- bisbat de San Martín
- bisbat de San Miguel
- eparquia de San Charbel de Buenos Aires (pels fidels maronites)
- eparquia de Santa Maria del Patrocinio a Buenos Aires (pels fidels ucraïnesos)

## Història
La bisbat de Buenos Aires va ser erigit el 6 d'abril de 1620, prenent el territori de la diòcesi del Paraguai (avui l'arquebisbat d'Asunción). Originàriament era sufragània de l'arquebisbat de La Plata o Charcas (avui arquebisbat de Sucre).
El 1830 i el 30 de juny de 1859 cedí parts del seu territori per tal que s'erigissin respectivament el vicariat apostòlic de Montevideo i del bisbat de Paraná (avui arquebisbat).
El 5 de març de 1865 va ser elevada al rang d'arxidiòcesi metropolitana mitjançant la butlla Immutabili del Papa Pius IX.
El 15 de febrer de 1897 i el 20 d'abril de 1934 cedí noves porcions de territori a benefici de l'erecció dels bisbats de La Plata (avui arquebisbat) i de Viedma.
El 29 de gener de 1936 el Papa Pius XI concedí als arquebisbes de Buenos Aires el títol de Primat de l'Argentina.
El 13 de març de 2013 l'arquebisbe de Buenos Aires cardenal Jorge Mario Bergoglio va ser elegit papa, amb el nom de Francesc.

## Cronologia episcopal
- Beat Pedro Carranza Salinas, O.Carm. † (30 de març de 1620 - 29 de febrer de 1632 mort)
- Cristóbal de Aresti Martínez de Aguilar, O.S.B. † (3 de desembre de 1635 - 1641 mort)
- Cristóbal de la Mancha y Velazco, O.P. † (31 d'agost de 1641 - 4 de juliol de 1673 mort)
- Antonio de Azcona Imberto † (9 de maig de 1676 - 19 de febrer de 1700 mort)
- Gabriel de Arregui, O.F.M. † (23 de juny de 1712 - 14 de gener de 1716 nomenat bisbe de Cusco)
- Pedro de Fajardo, O.SS.T. † (22 de maig de 1713 - 16 de desembre de 1729 mort)
- Juan de Arregui, O.F.M. † (22 de novembre de 1730 - 19 de desembre de 1736 mort)
- José de Peralta Barrionuevo y Rocha Benavídez, O.P. † (19 de maig de 1738 - 14 de juny de 1746 nomenat bisbe de La Paz)
- Cayetano Marcellano y Agramont † (23 de gener de 1749 - 23 de maig de 1757 nomenat bisbe de Trujillo)
- José Antonio Basurco y Herrera † (2 d'abril de 1757 - 5 de febrer de 1761 mort)
- Manuel Antonio de la Torre † (14 de juny de 1762 - 20 d'octubre de 1776 mort)
- Sebastián Malvar y Pinto, O.F.M. † (19 d'octubre de 1777 - 15 de desembre de 1783 nomenat arquebisbe de Santiago de Compostel·la)
- Manuel Azamor y Ramírez † (27 de gener de 1785 - 2 d'octubre de 1796 mort)
- Pedro Inocencio Bejarano † (3 de juliol de 1797 - 23 de febrer de 1801 nomenat bisbe de Sigüenza)
- Benito Lué y Riega † (9 d'agost de 1802 - 22 de març de 1812 mort)
  - Seu vacant (1812-1829)
- Mariano Medrano y Cabrera † (7 d'octubre de 1829 - 7 d'abril de 1851 mort)
  - Seu vacant (1851-1854)
- Mariano José de Escalada Bustillo y Zeballos † (23 de juny de 1854 - 28 de juliol de 1870 mort)
  - Seu vacant (1870-1873)
- Federico León Aneiros (Aneyros) † (25 de juliol de 1873 - 3 de setembre de 1894 mort)
- Vladislas Castellano † (12 de setembre de 1895 - 6 de febrer de 1900 mort)
- Mariano Antonio Espinosa † (24 d'agost de 1900 - 8 d'abril de 1923 mort)
  - Seu vacant (1923-1926)
- José María Bottaro y Hers, O.F.M. † (9 de setembre de 1926 - 20 de juliol de 1932 dimití)
- Santiago Luis Copello † (20 de setembre de 1932 - 25 de març de 1959 dimití)
- Fermín Emilio Lafitte † (25 de març de 1959 - 8 d'agost de 1959 mort)
- Antonio Caggiano † (15 d'agost de 1959 - 22 d'abril de 1975 jubilat)
- Juan Carlos Aramburu † (22 d'abril de 1975 - 10 de juliol de 1990 jubilat)
- Antonio Quarracino † (10 de juliol de 1990 - 28 de febrer de 1998 mort)
- Jorge Mario Bergoglio, S.J. (28 de febrer de 1998 - 13 de març de 2013; elegit papa amb el nom de Francesc)
- Mario Aurelio Poli, des del 28 de març de 2013

## Estadístiques
A finals del 2012, la diòcesi tenia 2.671.000 batejats sobre una població de 2.917.000 persones, equivalent al 91,6% del total.
| any  | població  | població  | població | sacerdots | sacerdots       | sacerdots       | sacerdots             | diàques | religiosos | religiosos | parroquies |
| ---- | --------- | --------- | -------- | --------- | --------------- | --------------- | --------------------- | ------- | ---------- | ---------- | ---------- |
| any  | batejats  | total     | %        | total     | clergat secular | clergat regular | batejats por sacerdot | diàques | homes      | dones      |            |
| 1950 | 3.200.000 | 3.600.000 | 88,9     | 886       | 366             | 520             | 3.611                 |         |            | 4.650      | 119        |
| 1959 | 3.301.000 | 3.842.000 | 85,9     | 952       | 413             | 539             | 3.467                 |         | 791        | 3.720      | 135        |
| 1965 | 2.693.000 | 3.226.900 | 83,5     | 973       | 423             | 550             | 2.767                 |         | 900        | 3.800      | 148        |
| 1970 | 2.700.000 | 3.100.000 | 87,1     | 904       | 404             | 500             | 2.986                 |         | 800        | 3.470      | 152        |
| 1976 | 2.700.000 | 3.000.000 | 90,0     | 933       | 383             | 550             | 2.893                 |         | 910        | 2.900      | 158        |
| 1980 | 2.784.000 | 3.190.000 | 87,3     | 806       | 256             | 550             | 3.454                 |         | 1.016      | 2.970      | 162        |
| 1990 | 3.096.000 | 3.336.000 | 92,8     | 877       | 432             | 445             | 3.530                 | 2       | 956        | 2.134      | 175        |
| 1999 | 3.506.000 | 3.826.000 | 91,6     | 915       | 504             | 411             | 3.831                 | 3       | 841        | 2.011      | 181        |
| 2000 | 3.506.000 | 3.826.000 | 91,6     | 848       | 468             | 380             | 4.134                 | 5       | 750        | 1.687      | 182        |
| 2001 | 2.750.000 | 3.043.431 | 90,4     | 851       | 464             | 387             | 3.231                 | 5       | 697        | 1.735      | 182        |
| 2002 | 2.500.000 | 2.729.610 | 91,6     | 837       | 465             | 372             | 2.986                 | 6       | 652        | 1.711      | 182        |
| 2003 | 2.500.000 | 2.729.610 | 91,6     | 877       | 469             | 408             | 2.850                 | 4       | 771        | 1.537      | 182        |
| 2004 | 2.500.000 | 2.729.610 | 91,6     | 884       | 462             | 422             | 2.828                 | 4       | 755        | 1.611      | 182        |
| 2006 | 2.554.000 | 2.789.000 | 91,6     | 886       | 460             | 426             | 2.882                 | 6       | 756        | 1.638      | 183        |
| 2011 | 2.647.000 | 2.891.082 | 91,6     | 834       | 469             | 365             | 3.173                 | 7       | 647        | 1.732      | 186        |
| 2012 | 2.671.000 | 2.917.000 | 91,6     | 791       | 471             | 320             | 3.376                 | 11      | 488        | 1.383      | 186        |